# Вољић маслинар
Вољић маслинар (лат. Hippolais olivetorum) је врста птице певачице која припада породици Acrocephalidae, трстењака и шумских грмуша. Гнезди се у југоисточној Европи и на Блиском истоку. Вољић маслинар је миграторна врста, зимује у источној и јужној Африци, од Кеније на југу до Јужне Африке.

## Таксономија
Вољић маслинар је први пут формално описан као Salicaria olivetorum 1837. године од стране енглеског геолога, орнитолога, природњака и систематичара Хјуа Стрикленда, а њен типични локалитет је наведен као Закинтос у Јонским острвима, у западној Грчкој. Ова врста је сада класификована у род Hippolais, шумске грмуше, унутар породице Acrocephalidae. Све грмуше Старог света су раније биле класификоване у таксон познат као Sylviidae sensu lato, али крајем 20. века молекуларне студије су довеле до тога да је овај таксон подељен у више породица.

## Етимологија
Вољић маслинар припада роду Hippolais, ово име потиче од старогрчке речи hupolais, како ју је погрешно написао Карл фон Лине. Односила се на малу птицу коју су помињали Аристотел и други и може бити ономатопејска или изведена од hupo, „испод“, и laas, „камен“. Специфични епитет olivetorum је латински израз за „из маслињака“. 

## Опис
Вољић маслинар је релативно велика врста грмуше са дугим, дебелим кљуном који има јасно наранџасто-жути доњи део. Горњи делови тела су бледо маслинасто сиве боје, са приметним бледим панелом крила, док су доњи делови углавном беличасти. Реп је дуг и  тамно сиве боје. То је птица 18 цм дужине, са распоном крила од 24-26 цм и тежи између 19-23 г.

### Оглашавање
Оглашавање вољића маслинара је дубок „чак“ тон, песма је брза, груба и гласна, са цикличним понављањем звукова чактања, испрекиданих тишим звуцима.

## Распрострањеност и станиште
Вољић маслинар се гнезди на јужном и западном Балкану, у југоисточној Европи, и у јужној Анадолији и северној Месопотамији, у западној Азији. Зимује у јужној Африци. За гнежђење ова врста користи воћњаке, маслињаке, отворене храстове шуме, макију на брдским падинама и ретко пошумљене травнате површине. Показују склоност ка вишим дрвећима као делу свог станишта. Ван сезоне гнежђења користиће разноврсна станишта, а могу се наћи чак и у сушним подручјима.

## Гнежђење
Вољић маслинар се гнезди у мају и јуну, градећи чврсту и дубоку чашу од биљног материјала која је прекривена пауковим мрежама и обложена меким материјалом попут чичковог перја и животињске длаке. Гнездо се налази у рачви гране на дрвету, а легло има 3 или 4 јаја. Хране се углавном бескичмењацима, посебно инсектима, мада се лети једе воће, укључујући смокве.